# Plaza 9 de Julio (Posadas)
La plaza Nueve de Julio se encuentra en el área céntrica de la ciudad de Posadas,
capital de la provincia de Misiones (Argentina).

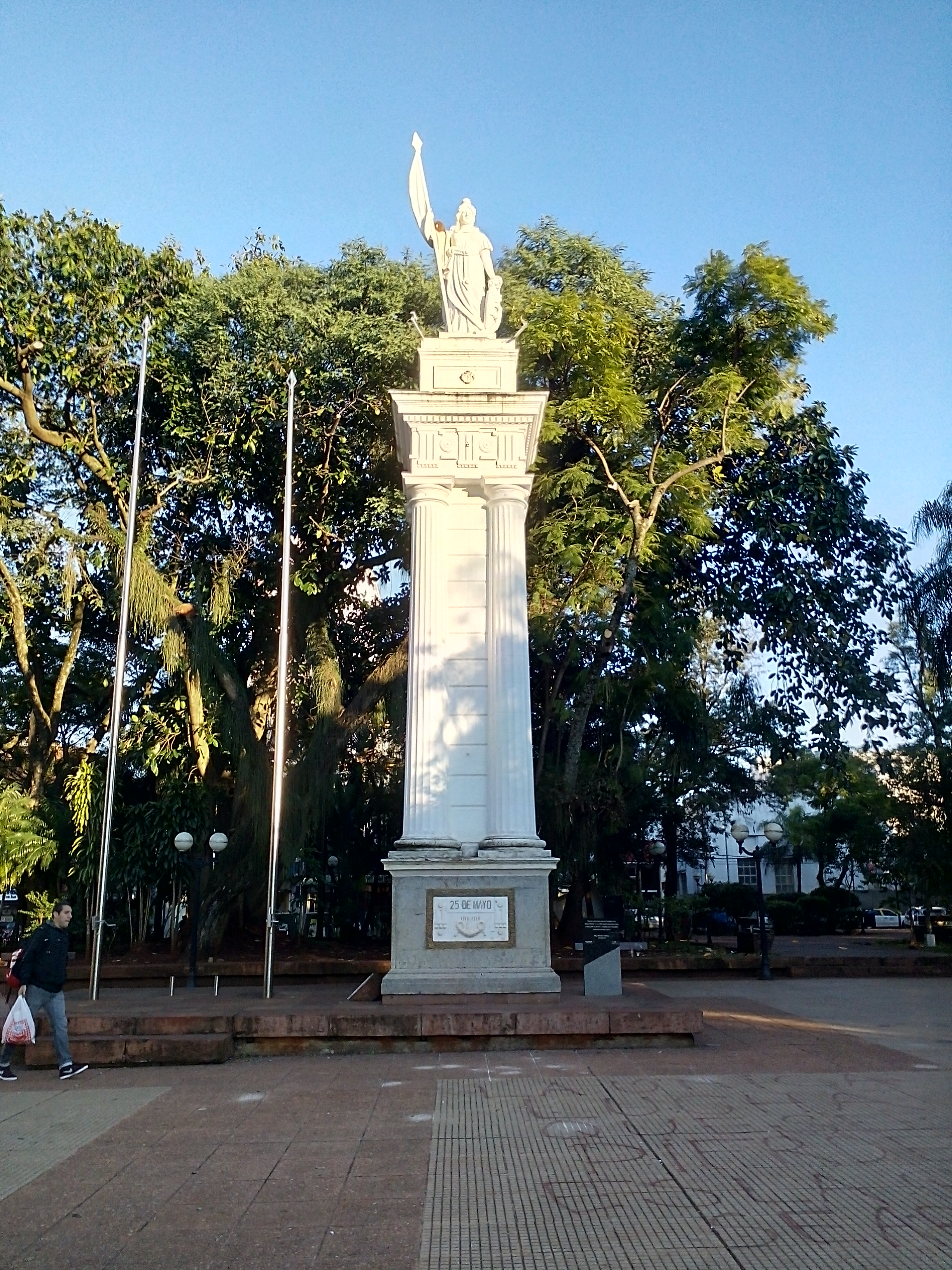
Monumento a La Libertad

## Ubicación geográfica

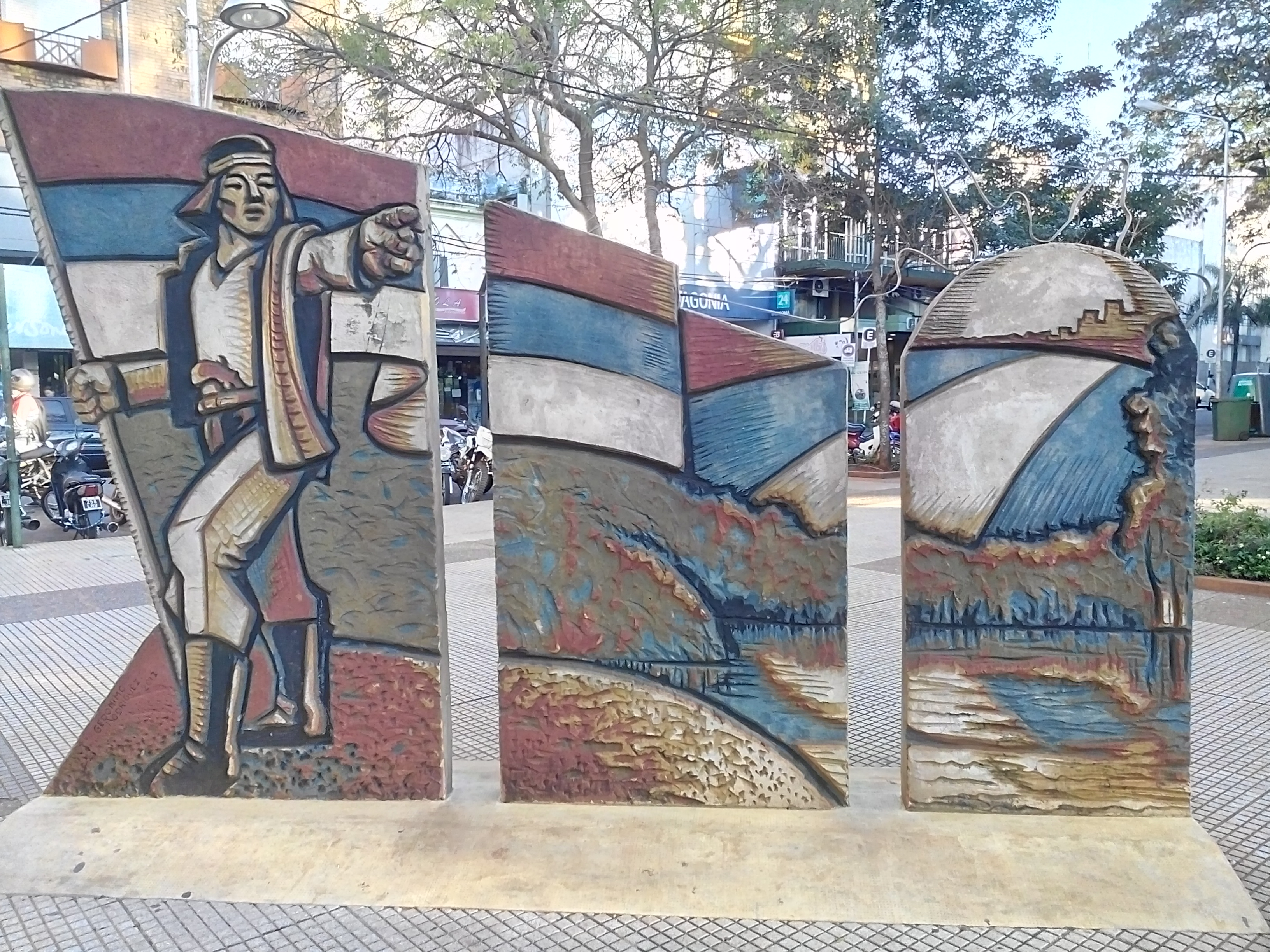
Monumento al general Andresito Guacurarí.

Este paseo está circundado por las calles Félix de Azara, San Martín, Colón y Bolívar, exhibe en su centro a la Estatua de la Libertad, y el escenario "Tuti Rótoli"; por la calle Bolívar la estatua "A La Madre" y el Monumento a los Inmigrantes y al general Andrés Guacurarí y Artigas; sobre la calle peatonal Félix de Azara se encuentra la Fuente "Los Dorados", y además está conformada por paseos y una amplia variedad arbórea.
Frente a la plaza Nueve se destacan dos edificios emblemáticos de la ciudad de Posadas, La Iglesia Catedral San José y la Casa de Gobierno.

## Monumentos
Actualmente la Plaza Nueve de Julio de Posadas, cuenta con dos monumentos, el Monumento a la Libertad inaugurado el 25 de mayo de 1910, emplazado en el centro de la plaza en dirección a la Catedral “San José” de Posadas , y la estatua “A La Madre ” donada por el Club de Leones como homenaje del Niño Misionero, en 1960. 